# ASEA E150
ASEA E150 (seria PKP początkowo E150, następnie E03 i EP03) – seria lokomotyw elektrycznych zakupionych w roku 1951 w Szwecji w liczbie 8 egzemplarzy dla Polskich Kolei Państwowych. Początkowo lokomotywom nadano numery w serii E150 (numery od E151 do 158), w roku 1951 zmieniono oznaczenie serii na E03 (numery od E03-01 do E03-08), a w 1959 ostatecznie na EP03.

## Historia
Przed wybuchem II wojny światowej zelektryfikowano niektóre odcinki Warszawskiego Węzła Kolejowego, m.in. linię średnicową. Wojnę przetrwał tylko jeden elektrowóz serii EP01, dlatego postanowiono zakupić więcej pojazdów tego rodzaju do prowadzenia pociągów w węźle warszawskim. Na skutek rozmów prowadzonych od 1946 roku, PKP zamówiły u szwedzkiego producenta ASEA w ramach umowy kredytowej m.in. osiem lokomotyw przeznaczonych do prowadzenia lekkich pociągów pasażerskich i towarowych.

## Konstrukcja
Pudło całkowicie spawane, z ostoją nie przenosząca obciążeń wzdłużnych. Urządzenia cięgłowo-zderzne były zamocowane na czołownicach wózków, które były połączone ze sobą układem zderzakowo-sprzęgłowym. Rozstaw osi wózków wynosił 3150 mm, rozstaw między czopami skrętu – 6500 mm. Ostojnice wózków były blachownicowe; zestawy kołowe ułożyskowane w łożyskach tocznych miały widłowe prowadzenie maźnic i były odsprężynowane niezależnie resorami piórowymi, podpieranymi przez belki i sprężyny śrubowe. Kabiny wyłożone zostały drewnem. Nastawniki jazdy napędzano przy wykorzystaniu korby lub dźwigni. Silniki trakcyjne zawieszone były systemem tramwajowym („za nos”) i posiadały dwa stopnie osłabienia pola wzbudzenia. Lokomotywa miała rozruch oporowy. Dwie przetwornice prądu stałego 3000/110 V zasilały urządzenia pomocnicze, w tym dwa wentylatory silników trakcyjnych. Zastosowano przejściowe połączenie mostkowe grup silników oraz przekaźnik różnicowy obwodu głównego z wyłącznikiem szybkim. Gniazdo czopów skrętu miało luz wzdłużny 60 mm. Skutkowało to tym, że w momencie rozruchu lokomotywy najpierw ruszały wózki, a po wyczerpaniu luzu – pudło lokomotywy.
Elektrowozy te mogły prowadzić pociągi pasażerskie o masie do 550 ton.

## Eksploatacja

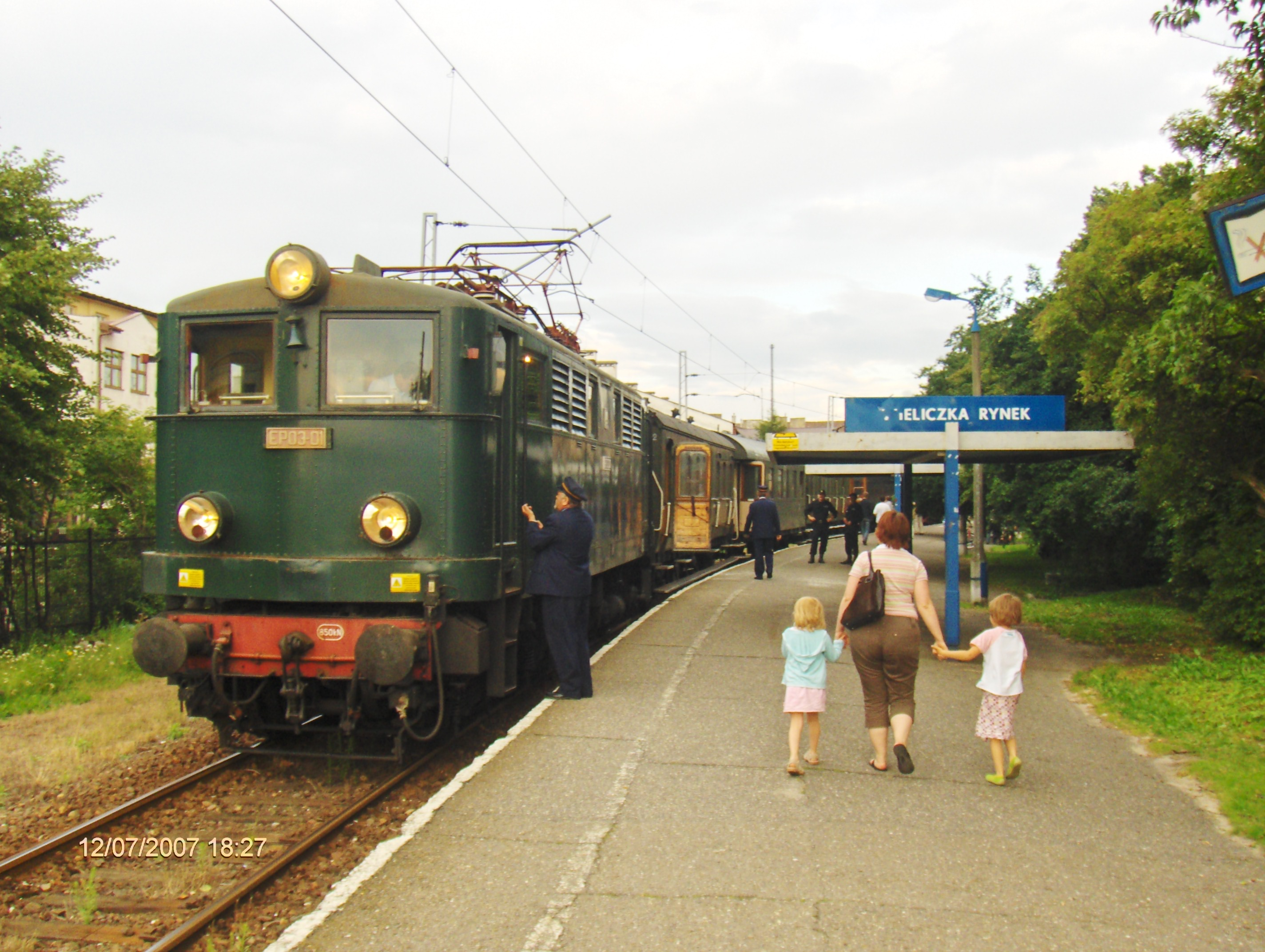
EP03-01 z pociągiem w 2007 roku

Lokomotywy weszły do eksploatacji w latach 1951–1952. Pierwotnie wykorzystywano do obsługi ruchu w węźle warszawskim, a później w pociągach podmiejskich kursujących z Warszawy do Skierniewic. W latach późniejszych przekazano je do lokomotywowni Łódź Olechów do prowadzenia lokalnych pociągów pasażerskich.
Z czasem elektrowozy przesuwano do obsługi pociągów podmiejskich. Lokomotywy eksploatowano do 1970 roku; pierwszą (nr 06) skreślono z inwentarza w 1971 roku, a pozostałe – 21 października 1974 roku. Pierwsza lokomotywa (EP03-01) została zarezerwowana jako eksponat zabytkowy dla Muzeum Kolejnictwa w Warszawie, po czym stała odstawiona w lokomotywowni na  Odolanach. Dopiero w 1992 roku została przekazana do skansenu w Chabówce i poddana renowacji, zaś w 1997 roku została przywrócona do sprawności w ZNTK w Mińsku Mazowieckim (z użyciem części podzespołów pojazdów serii EN57 i ET21). Tym samym seria EP03 wróciła do eksploatacji – do prowadzenia pociągów retro, stacjonując w Chabówce. Druga zachowana lokomotywa (EP03-08) jest eksponatem zabytkowym w parowozowni Skierniewice.